# 木质素
木质素（拉丁語、英語、德語: Lignin）是一类复杂的有机聚合物，其在维管植物和一些藻类的支持组织中形成重要的结构材料。木質素在细胞壁的形成中是特别重要的，特别是在木材和树皮中，因為它们赋予剛性并且不容易腐爛，具疏水性。在化學上，木质素是交叉链接的酚聚合物，属于一种芳香族高分子聚合物。
維管或木本植物的木質部含有大量木質素，使木質部維持極高的硬度以承拓整株植物的重量。

## 性質
- 木質素呈褐色粉末，木材的顏色即是木質素造成的。
- 可溶于强碱和亚硫酸盐溶液。
- 可由木腐真菌進行白腐及紅腐。
- 可被白蟻分解。

## 分类
木质素主要由以下三种单体构成：
- 愈创木基丙烷
- 紫丁香基丙烷
- 对羟基苯基丙烷